# Fred Upton

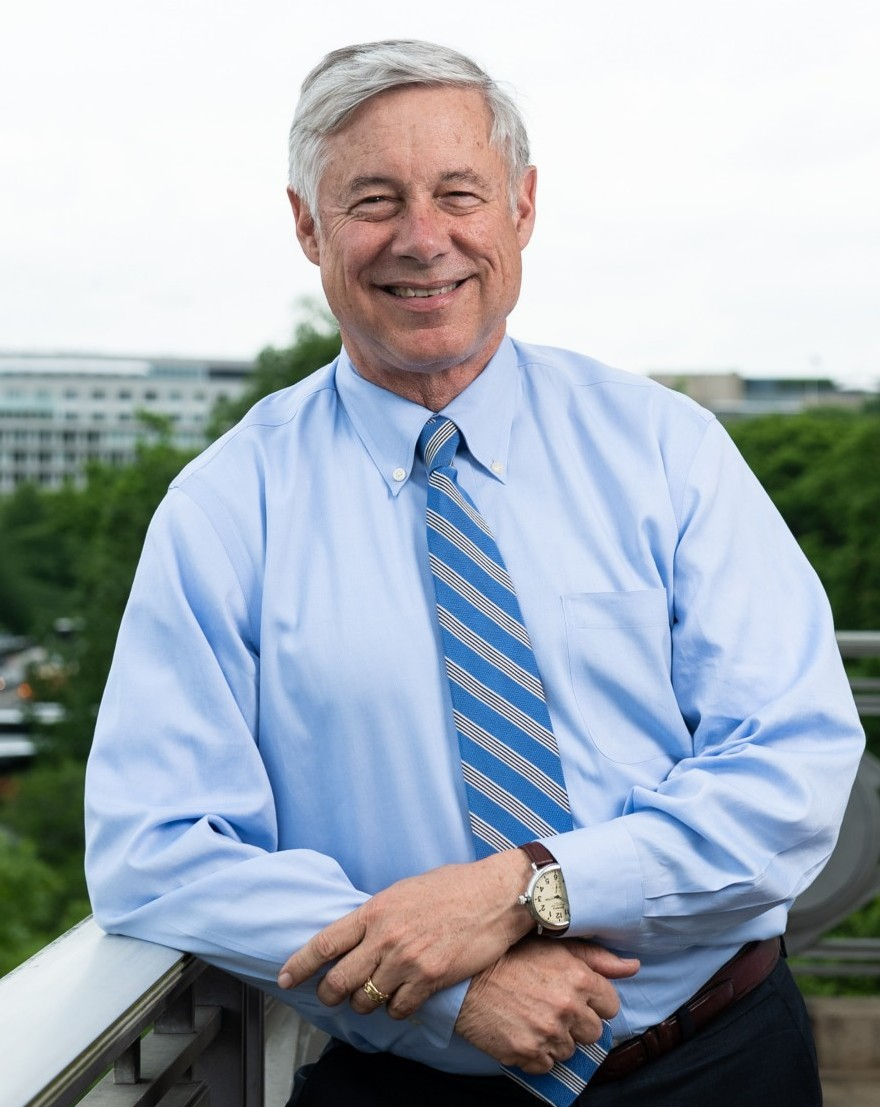
Fred Upton (2019)

Frederick Stephen „Fred“ Upton (* 23. April 1953 in St. Joseph, Berrien County, Michigan) ist ein US-amerikanischer Politiker der Republikanischen Partei. Von 1987 bis 2023 vertrat er den Bundesstaat Michigan im US-Repräsentantenhaus.

## Werdegang
Fred Upton besuchte zunächst die Shattuck School in Faribault (Minnesota) und studierte danach bis 1975 an der University of Michigan in Ann Arbor. Zwischen 1976 und 1980 gehörte er zum Stab des Kongressabgeordneten David Stockman. Zwischen 1981 und 1985 arbeitete Upton für die Bundeshaushaltsbehörde (Office of Management and Budget).
Bei der Wahl des Jahres 1986 wurde Upton im 4. Kongresswahlbezirk Michigans in das US-Repräsentantenhaus in Washington, D.C. gewählt, wo er am 3. Januar 1987 die Nachfolge von Mark D. Siljander antrat. Ab 1993 vertrat er dort als Nachfolger von Milton Robert Carr den 6. Kongresswahlbezirk seines Heimatstaates. Zuletzt wurde er 2020 mit 55,9 % der Stimmen wiedergewählt.
Im Kongress war Upton ein profilierter Gegner der Gesundheitsreform von Präsident Barack Obama (Patient Protection and Affordable Care Act von 2010). Von 2011 bis 2017 war er Vorsitzender im Energie- und Handelsausschusses des Repräsentantenhauses. Außerdem gehörte er dem Joint Select Committee on Deficit Reduction an.
Im Jahr 2007 gehörte Upton unter Präsident George W. Bush zu den Unterstützern des Energy Independence and Security Act, der u. a. die schrittweise Abschaffung konventioneller Glühbirnen einleitete. Noch 2009 bezeichnete er den Klimawandel als ein ernstes Problem, gegen das man mit allen Mitteln vorgehen müsse. Als er 2010 den Vorsitz des Energie- und Handelsausschusses anstrebte, revidierte er jedoch seine Positionen in diesem Bereich. Mit Tim Phillips, dem Leiter von Americans for Prosperity, einer von den Gebrüdern Koch (Koch Industries) finanzierten Interessengruppe, veröffentlichte er im Wallstreet Journal einen Artikel, in dem er eine klimaskeptische Position einnahm und die Besteuerung von Kohlendioxid-Emissionen als nicht verfassungsgemäß bezeichnete. Diesbezügliche Vorhaben der nationalen Umweltschutzbehörde (EPA) würden Millionen von Jobs kosten und müssten deshalb verhindert werden. Als Vorsitzender des Ausschusses trieb er dann eine Politik voran, für die ihn die Los Angeles Times 2011 als den größten Gegner des Planeten Erde im Kongress benannte. Er gehörte an besonders einflussreicher Stelle zu den vielen Abgeordneten, die 2010 unter dem Eindruck massiver Kampagnen von Koch Industries, Americans for Prosperity und anderer Organisationen gegen neue Umweltschutz-Vorschriften und auch gezielt gegen zur Wahl stehende Abgeordnete, die eine solche Politik unterstützten, sich für die Interessen der auf fossile Energieträger setzenden Wirtschaftszweige einspannen ließen.
Upton war 2021 einer der 10 republikanischen Abgeordneten des Repräsentantenhauses, die für die Amtsenthebung von Donald Trump stimmten. Im April 2022 kündigte Upton an, nicht mehr für das Repräsentantenhaus kandidieren zu wollen. Er ist der vierte Republikaner im Repräsentantenhaus, der nach einer Stimme für die Amtsenthebung von Trump nicht erneut antrat. Mit dem 3. Januar 2023 schied er aus dem Repräsentantenhaus aus.
Upton ist verheiratet und hat zwei Kinder. Eine Nichte ist das Fotomodell Kate Upton.